# Ecbletodes
Ecbletodes is een geslacht van vlinders van de familie snuitmotten (Pyralidae), uit de onderfamilie Phycitinae.

## Soorten
- E. aenicta Turner, 1913
- E. ethiopella Balinsky, 1991
- E. otoptila Turner, 1913
- E. psephenias Turner, 1904